# Wüstenläuferlerche

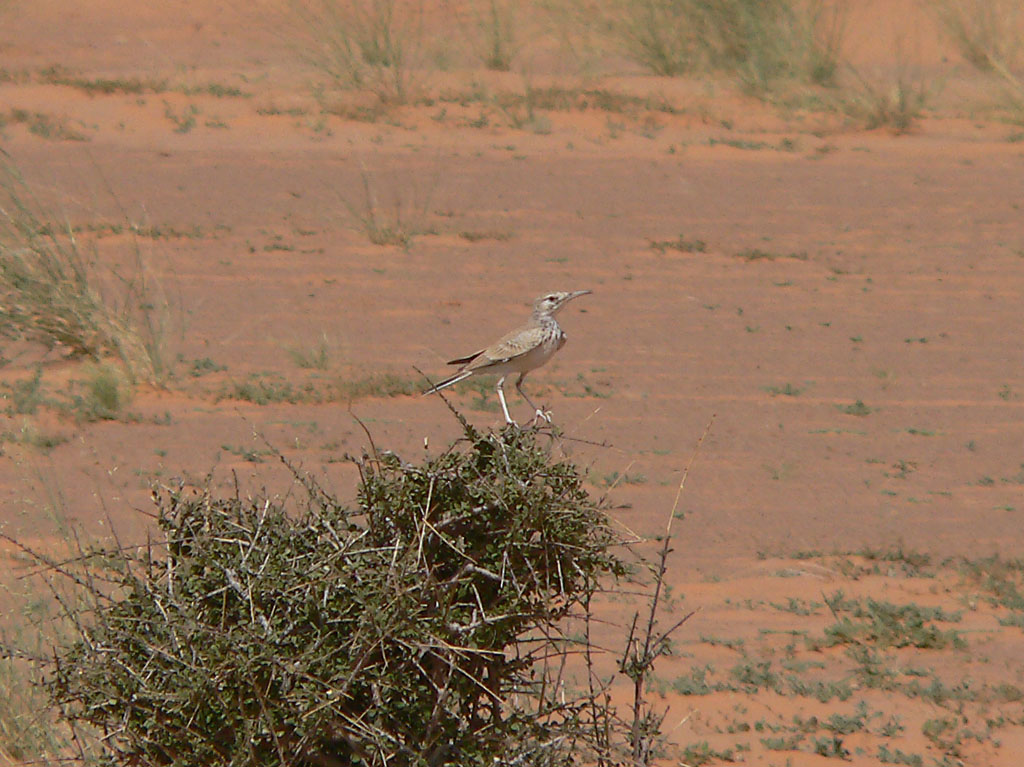
Wüstenläuferlerche auf einem Strauch

Die Wüstenläuferlerche (Alaemon alaudipes) ist eine Vogelart aus der Familie der Lerchen (Alaudidae), die sandige Wüsten und Halbwüsten besiedelt. Ihr Verbreitungsgebiet reicht von den Kapverdischen Inseln, durch die Sahara, den Nahen Osten bis ins westliche Indien. Die recht große Lerchenart fällt durch ihr schwarzweißes Flügelmuster auf, mit dem sie im Flug entfernt an einen Wiedehopf erinnert. Der einprägsame, pfeifende Gesang wird in einem Singflug vorgetragen, bei dem der Vogel mit gespreiztem Schwanz bis zu 5 m hoch aufsteigt und sich im Sturzflug zu Boden fallen lässt.

## Beschreibung
Die Wüstenläuferlerche ist mit 19–23 cm etwa so groß wie ein Star, jedoch sehr schlank und hochbeinig mit einem 3–3,5 cm langen, spitzen und etwas herabgebogenen Schnabel. Die Flügel sind breit und gerundet und die Art erinnert aufgrund des schwarz-weißen Flügelmusters im Flug etwas an einen Wiedehopf, worauf sich auch der englische Name Greater Hoopoe-lark bezieht. Der Schwanz ist relativ lang. Die hintere Zehe ist mit 6,2–8,6 mm für eine Lerche recht kurz und leicht herabgebogen. Die Geschlechter unterscheiden sich äußerlich nicht. Das Männchen ist mit 39–51 g schwerer als das Weibchen, das zwischen 30 und 47 g wiegt. Es gibt neben der normalen eine seltenere graue Morphe und auch Zwischenstufen kommen vor.
Adulte Vögel sind oberseits sandfarben bis beigebraun mit grauen Partien auf Stirn, Scheitelmitte, Nacken und Kopfseiten. Der Überaugenstreif ist cremefarben, der lange Augenstreif und der Bartstreif schwarz. Der Schnabel ist dunkelgrau, die Iris dunkelbraun. Die Brust ist cremefarben mit schwarzer Fleckung, die übrige Unterseite cremeweiß. Die Handschwingen sind schwarz mit weißer Basis, die inneren tragen zudem weißen Spitzen. Die weißen Armschwingen zeigen mittig ein breites schwarzes Band, das quer über den Flügel verläuft. Die Steuerfedern sind größtenteils schwärzlich, die mittleren jedoch braun mit hellen Säumen, die äußeren überwiegend weiß. Die Beine und Füße sind hellgrau.
Im Jugendkleid ist das Kopfmuster weniger ausgeprägt, das Gefieder der Oberseite breit gelblichbeige gesäumt.

## Geografische Variation
Die Art variiert in Größe und Gefiederfärbung. Die kapverdische Unterart A. a. boavista ist kleiner, bräunlicher und dunkler als die Nominatform. A. a. desertorum ist etwa ebenso groß, jedoch grauer. A. a. doriae ist ebenfalls sehr grau und recht klein, jedoch im Westen größer als im Osten.
- A. a. boavistae Hartert, 1917 – Kapverdische Inseln
- A. a. alaudipes (Desfontaines, 1789) – Sahara und Naher Osten
- A. a. desertorum (Stanley, 1814) – Küsten des Roten Meeres, mittlere Arabische Halbinsel
- A. a. doriae (Salvadori, 1868) – Irak und östliches Arabien bis Indien

## Stimme
Der charakteristische Gesang wird im akrobatischen Singflug vorgebracht und besteht aus einer etwa 12 Sekunden andauernden Reihe einförmiger, etwas melancholischer Pfeiftöne. Er steigt in der Geschwindigkeit an, wenn der Vogel in die Höhe steigt. Auf dem Höhepunkt folgt ein kurzer Triller, dann eine weitere,  absteigende und langsamer werden Reihe. Als Kontaktruf ist ein kurzes, schwirrendes siee oder srriee zu vernehmen.

## Verbreitung

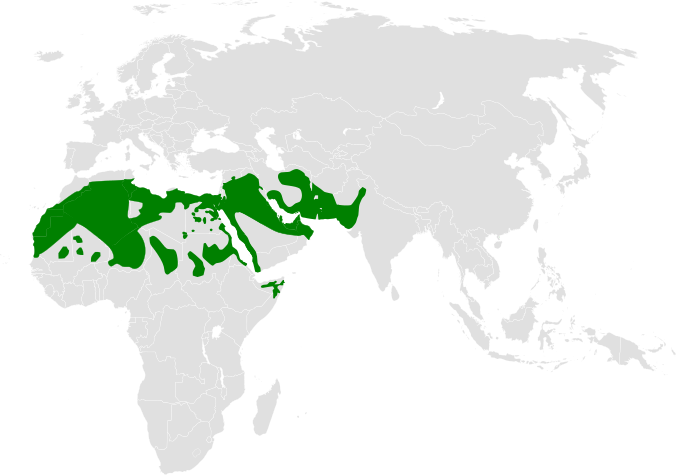
Verbreitungsgebiet der Wüstenläuferlerche

Auf den Kapverden kommt die Wüstenläuferlerche auf Sal, Boavista und Maio vor. In der Sahara reicht die Verbreitung vom südlichen Marokko südwärts bis Mauretanien, in den Norden und die Mitte Malis, in die Mitte des Niger, in den mittleren und östlichen Tschad und in den Norden des Sudans. Im Nahen Osten erstrecken sich die Vorkommen ostwärts bis Syrien, Jordanien und ins nördliche Saudi-Arabien, über die Küsten des Roten Meeres südwärts bis ins nordwestliche Somalia und im mittleren Saudi-Arabien bis in den südlichen Jemen. Vom Irak und dem östlichen Arabien zieht sich das Areal dann östwärts bis Pakistan, bevor es im äußersten Nordwesten Indiens seine östliche Grenze erreicht.
Die Art ist meist häufig und nicht bedroht. Im Inneren größerer Wüstengebiete nimmt die Siedlungsdichte oft jedoch stark ab. In Israel ist die Wüstenläuferlerche selten und in Indien kommt sie nur zerstreut vor. In Algerien und im Tschad kam es – vermutlich aufgrund zunehmender Desertifikation – zu einer weiteren Ausbreitung.
In trockenen Jahren kann es zu Dispersionen kommen. Als Irrgast wurde die Art auf den Kanaren, im Senegal, in Italien, auf Malta, in Griechenland, der Türkei und im Libanon nachgewiesen.

## Lebensweise

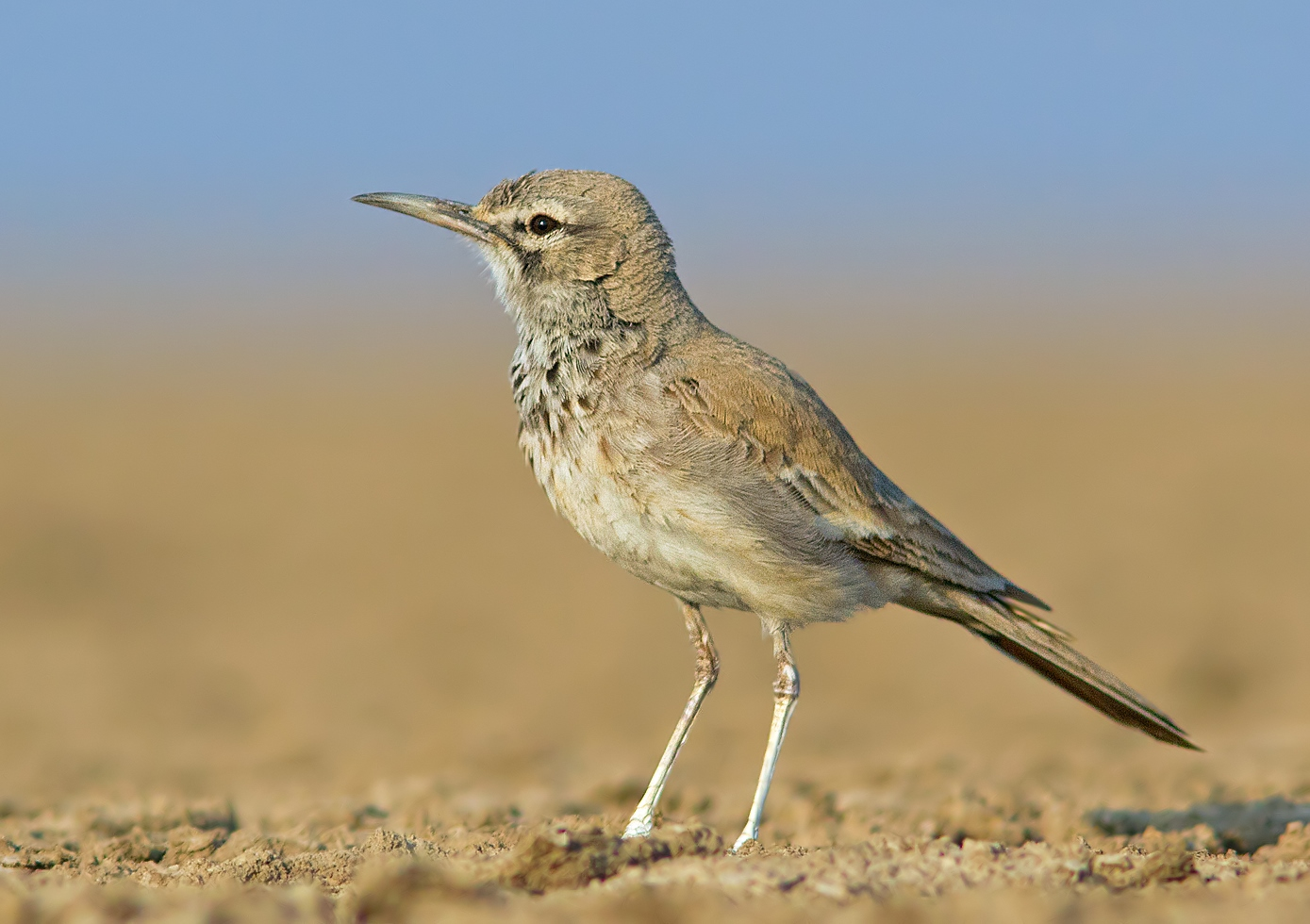
Wüstenläuferlerche

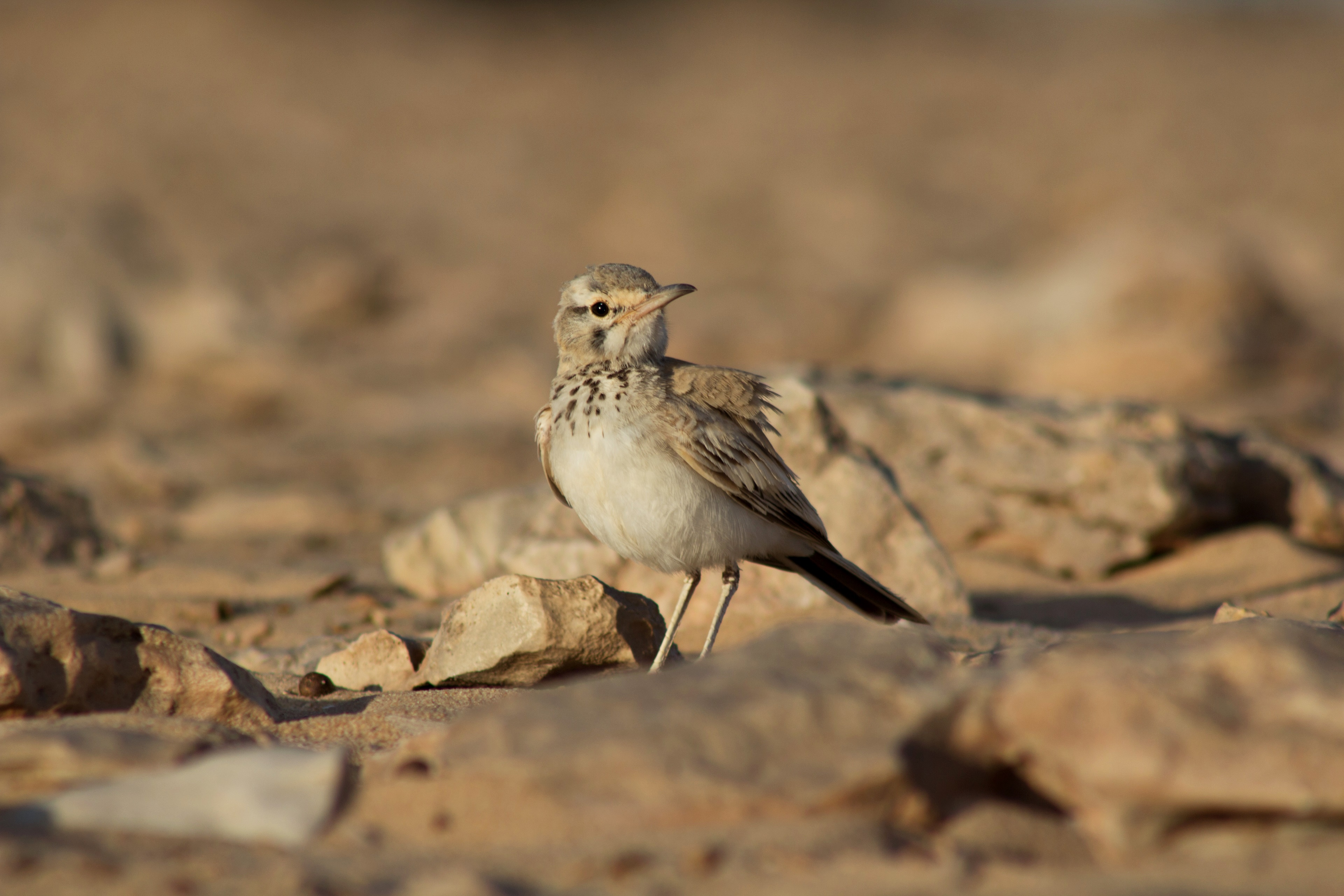
Wüstenläuferlerche

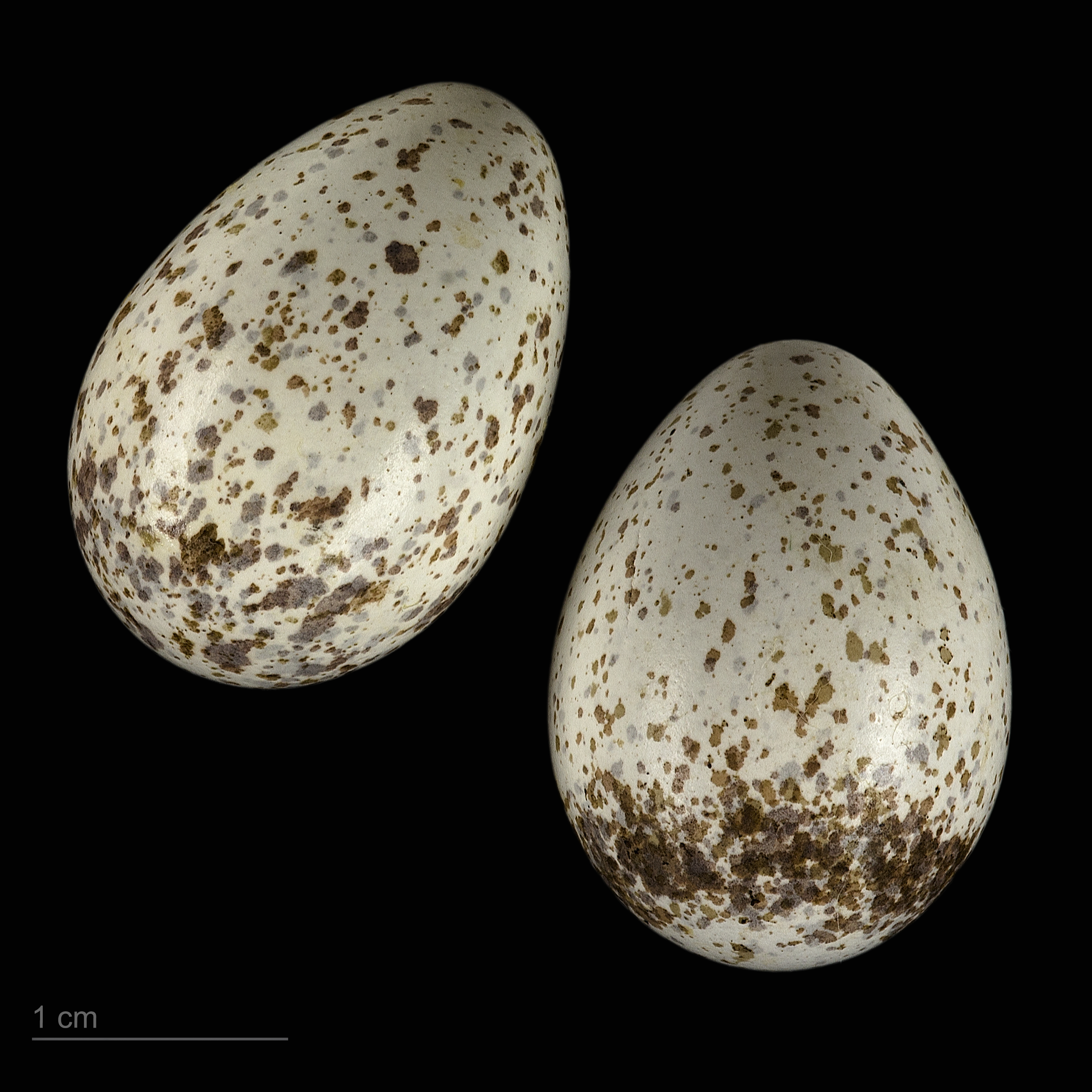
卵 Alaemon alaudipes alaudipes

Die Wüstenläuferlerche besiedelt Wüsten oder Halbwüsten mit sandigen Böden und spärlicher Vegetation in ebenem oder hügeligem Gelände. In Pakistan kommt die Art auch bis in 2000 m Höhe vor. Sie lebt auch in Kieswüsten mit offenen sandigen Flächen. Hohe Siedlungsdichten erreicht sie in küstennahen Regs in Nordafrika mit Nucularia-Sträuchern und kleinen Sanddünen. Die Vegetationshöhe in den Lebensräumen ist recht variabel. Wichtig scheint das Vorhandensein offener, sandiger Stellen zu sein.
Die Nahrung besteht größtenteils aus Wirbellosen, gelegentlich auch aus kleinen Wirbeltieren wie kleinen Geckos oder Eidechsen. Der Ernährungsschwerpunkt kann regional unterschiedlich ausfallen, meist zählen Käferlarven, Heuschrecken, Termiten, Ameisenlöwen und Schnecken dazu. Meist wird die Nahrung in bis zu 5 cm Tiefe im weichen Sand aufgespürt. Schnecken werden aus der Luft auf harten Grund geworfen oder gegen Steine geschlagen, um das Gehäuse zu zerbrechen. Die Art kommt ohne Trinkwasser aus.
Die Wüstenläuferlerche ist das ganze Jahr über territorial. Ein Revier kann in Israel über 1 km² groß sein. Der Singflug des Männchens ist recht spektakulär. Meist von einer Warte aus steigt es flatternd und mit gespreizten Steuerfedern 2–5 m in die Höhe, vollführt dann einen Überschlag, lässt sich senkrecht herabfallen und bremst erst kurz vor der Landung mit den Flügeln ab.
Die Brutzeit variiert je nach geografischer Lage und ist an Regenzeiten gebunden. Auf den Kapverden liegt sie zwischen Oktober und März, in Nordafrika und Saudi-Arabien zwischen Februar und Juli sowie im August, in Pakistan und Indien zwischen März und Juli oder im September. Es finden ein oder zwei Bruten pro Saison statt. Das Nest wird vom Weibchen gebaut und steht auf niedrigen Sträuchern oder in Grasbüscheln, seltener im Schutz von Pflanzen oder Steinen auf dem Boden. Meist ist es dann mit kleinen Steinen eingefasst. Es besteht aus kleinen Zweigen und wird mit weichem Material ausgekleidet. Der Durchmesser der Nestmulde beträgt 7–8 cm. Das Gelege besteht aus 2–4 Eiern, die vom Weibchen oder beiden Partnern 14 Tage lang bebrütet werden. Die Jungen verlassen 12–13 Tage nach dem Schlüpfen das Nest und halten sich noch mindestens einen Monat bei den Eltern auf. Der Bruterfolg hängt stark von der Intensität der Regenfälle ab. In trockenen Jahren schreiten manche Paare gar nicht erst zur Brut, in guten Regenjahren kann der Bruterfolg hingegen sehr hoch sein.